# Sweet Nothin's
«Sweet Nothin's» es una canción de 1959 escrita por Ronnie Self y popularizada por Brenda Lee.

## Historia
El sencillo alcanzó el número 4 en la lista Billboard Hot 100 y el 12 en la lista Hot R&B Sides, en 1960. Publicada como sencillo en el Reino Unido bajo el título de Sweet Nuthin's, alcanzando el puesto número 4 del UK Singles Chart en 1960, siendo este el debut de Lee en las listas británicas.

## Versiones
La voz de Brenda Lee "Sweet Nothin's" fue sampleada por Kanye West para su canción "Bound 2", incluida en su álbum de 2013, Yeezus, y de nuevo fue utilizada como sampler por Sigma en 2014 para la canción, "Nobody to Love", usando la misma parte vocal que "Bound 2".